# 平良茂
平 良茂（たいら の よしもち）は、平安時代中期の武将。平高望の末子。

## 解説
『尊卑分脈』は良茂の子に良正を置き、良正を公雅・公義・致成・致頼らの父として長田氏・三浦氏・鎌倉氏・長尾氏・大庭氏・梶原氏の祖と位置付ける。
目立った事績は伝わっておらず、読みの「よしもち」は、良望、良将、良持、等を当てることができるため、研究者によっては様々な推測がある。